# Burg Aschersleben
Die Burg Aschersleben, auch Altenburg, Alte Burg auf dem Wolfsberg genannt, ist die Ruine einer Höhenburg auf dem Wolfsberg im Südwesten des heutigen Stadtgebietes von Aschersleben im Salzlandkreis in Sachsen-Anhalt. Von ihr sind nur geringe Reste erhalten, die auch als Ruine Askania bezeichnet werden.

## Bausubstanz und Nutzung
Erhalten geblieben sind nur die Reste eines Turms und einiger Wallanlagen, die sich heute im Gebiet des Zoos von Aschersleben befinden. Die Turmruine ist heute als Gehege für die im Zoo gehaltenen Uhus in Benutzung.
Im Tierwärterhäuschen, gleichfalls auf dem Gelände des Zoos, findet sich eine kleine Dauerausstellung zur Geschichte der Burg.

## Geschichte
Die Burg entstand im 11./12. Jahrhundert an der Stelle einer frühzeitlichen Fliehburg (Volksburg). Sie soll nicht mit der Grafenburg der Ballenstedter, des später als Askanier bekannten Grafengeschlechtes, identisch sein. Deren ursprüngliche Grafenburg ist nicht erhalten.
Andererseits soll sie zeitweise den askanischen Grafen als Wohnsitz gedient haben. Bereits im 12. Jahrhundert wurde die ausgedehnte Burganlage jedoch bei Kämpfen der Askanier mit dem Welfenherzog Heinrich der Löwe zerstört.
Der heute noch in Resten vorhandene Bergfried diente ursprünglich als Wohnturm. Seine Höhe betrug etwa 30 m. Die Stadt Aschersleben nutzte den Turm später als Wachturm.
Die eigentliche Stammburg der Askanier lag am heutigen Burgplatz (ehemals Burggarten), unmittelbar vor der Stadt Aschersleben und deren (später errichteten) Befestigungsanlagen. Die hier gemeinte frühzeitliche Wallburg diente zwar lange der Bevölkerung der Stadt als Schutz vor Angriffen, sie war jedoch frühzeitig bereits verlassen. Schon im 13. Jahrhundert wird sie lediglich als Ruine bezeichnet. Ihr Bergfried diente als Warte für die Stadt Aschersleben noch lange. Ob die Askanier selbst sie je als eigene Burg besessen / betrachtet haben, ist unklar. Die Wallburg wird daher in der Regel als „Alte Burg“ bezeichnet, da sie wesentlich früher als die askanische Stammburg entstand. Als einzige Ascherslebener Burg ist sie noch in Resten vorhanden, während auf die askanische Stammburg nur noch die Bezeichnung des Burgplatzes und der Burgschule hinweist.